# Отдел „Патриотично възпитание“ при ЦК на БКП (1988 – 1990)
Отделът „Патриотично възпитание“ при ЦК на БКП е създаден през 1988 г. на основата на дотогавашния сектор „Класово-партийно, патриотично и интернационално възпитание“ в отдел „Идеологическа политика“. Важна причина за обособяването му са проблемите, свързани с провеждането на т.нар. „Възродителен процес“ в България. Разформирован е през 1990 г.